# Citroën Tubik

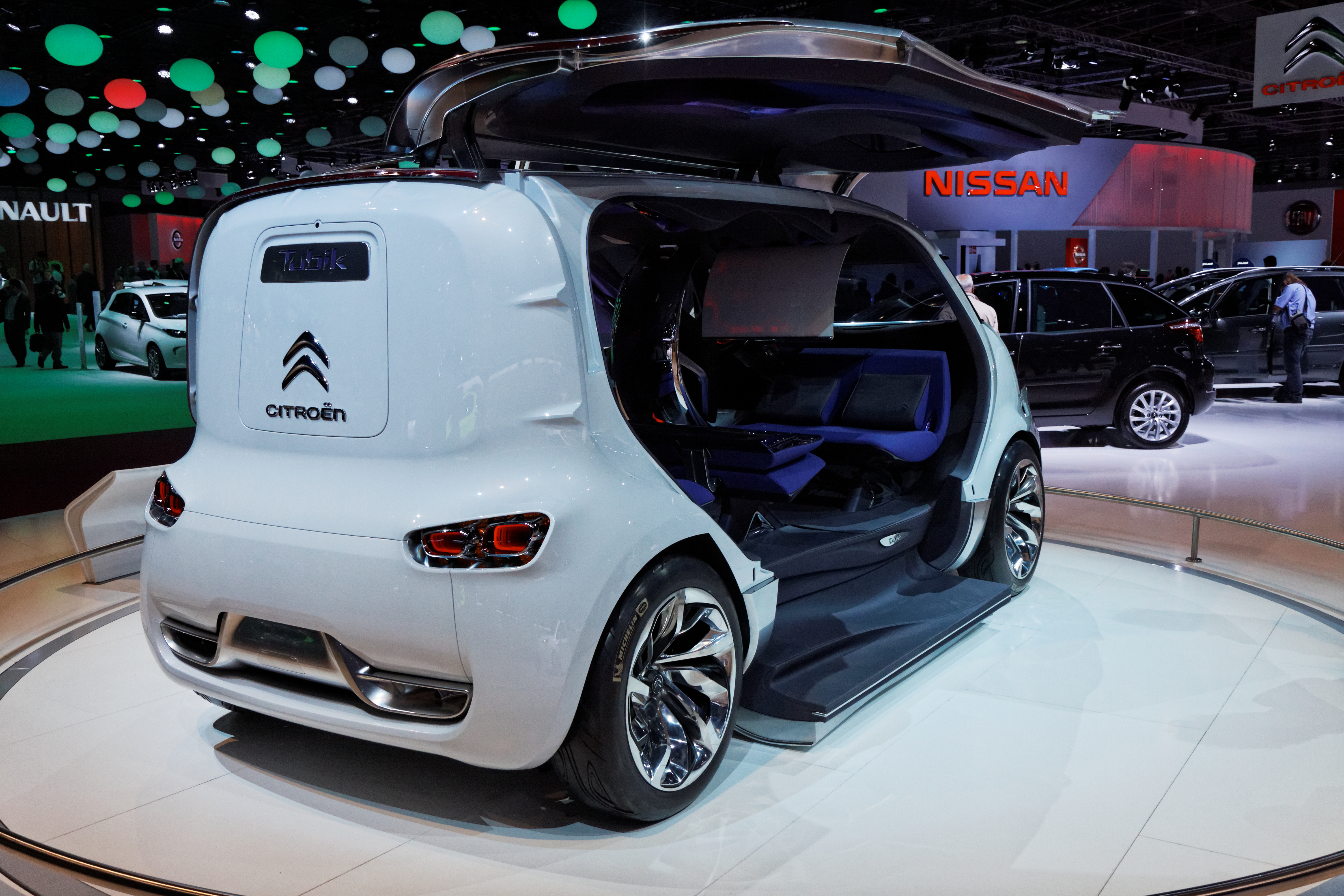
Citroën Tubik

La Citroën Tubik est un concept car du constructeur automobile français Citroën. Il fut présenté au salon de l'automobile de Francfort 2011.

## Présentation
Appelé Tubik en référence au style du Citroën TUB et du Type H, il s'agit d'un monospace futuriste de 4,80 m de long et 2,08 m de large propulsé par la motorisation hybride Diesel, baptisée « Hybrid4 » , dérivée de la Peugeot 3008. Il peut accueillir neuf personnes dans un habitacle très modulaire où la banquette centrale peut se transformer en lit ou en tablette de travail tandis que les deux sièges passagers avant basculent pour faire face aux passagers arrière.

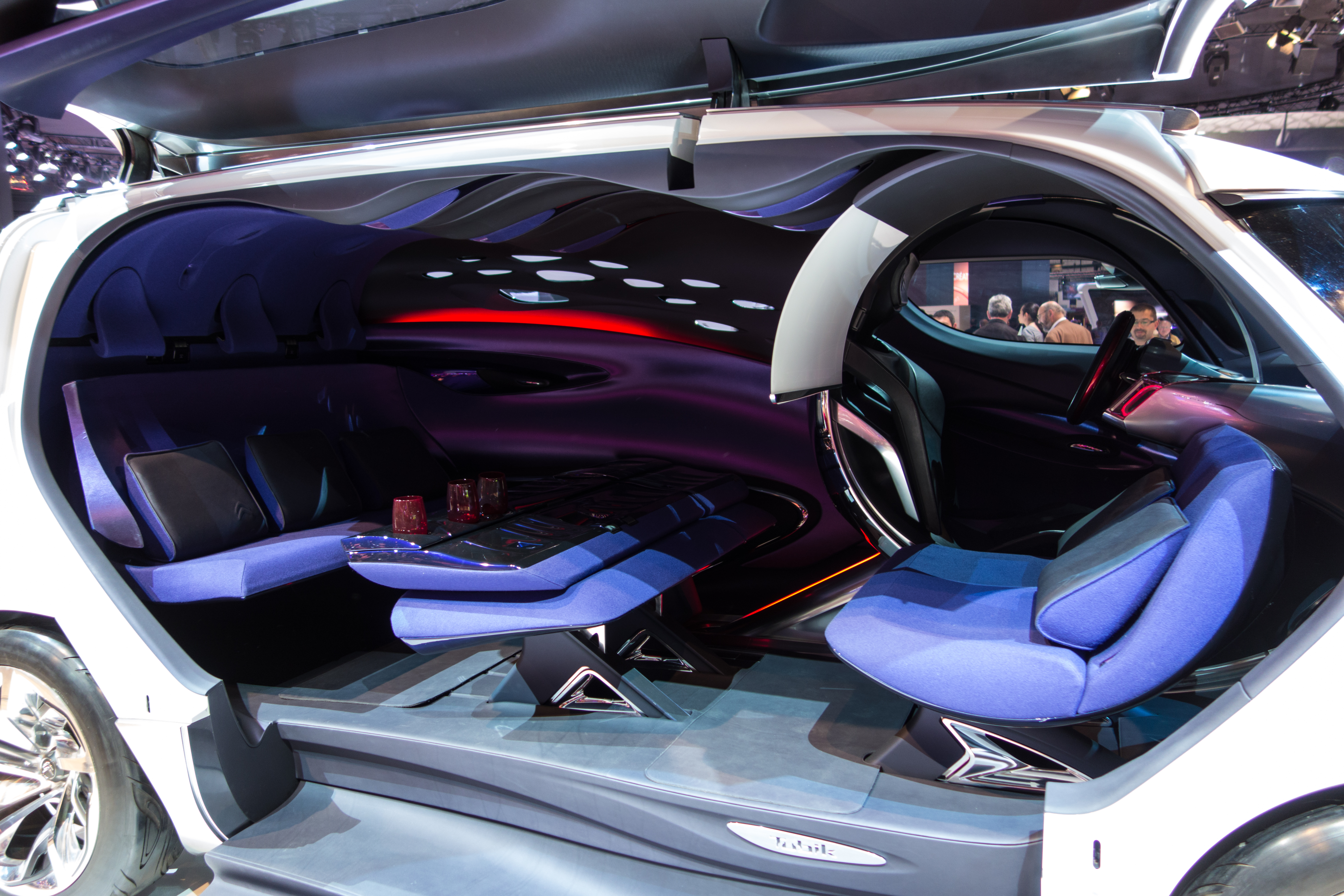
Intérieur

Son design extérieur est signé par Lars Taubert. L'intérieur est développé par les designers Pascal Grappey et Guillaume Lemaitre.